# 舊日軍通信中心
舊日軍通信中心是位於台灣宜蘭縣宜蘭市中山公園內的一座碉堡遺跡。舊日軍通信中心修建於1943年，在太平洋戰爭時期是日本海軍的通信中心，也是宜蘭縣內現存體積最大的碉堡建築。市區中心保留僅有量體最大的碉堡。戰後舊日軍通信中心閒置，外表部分用水泥進行加固。頂部還曾設有水池，並製造出人工瀑布景觀。但現在頂部已經沒有水池。舊日軍通信中心於2005年6月27日公告為宜蘭縣歷史建築。